# Widline Cadet
Widline Cadet (Petion-Ville, Haití 1992) es una artista visual haitiana. Aunque su obra es principalmente fotográfica, suele estar acompañada de videos, sonidos, esculturas, performance e instalaciones. La temática, en la mayoría de sus creaciones, es la experiencia migratoria.

## Formación
Cadet se licenció en Arte de Estudio en el City College of New York. Obtuvo un master en Bellas Artes por la Universidad de Syracuse. En 2013 obtiene la beca Mortimer-Hays de la Universidad de Brandeis. Fue artista residente en la Escuela de pintura y escultura de Skowhegan en 2018. Becaria de Lighthouse Works y residente VPA Turner en la Universidad de Syracuse, en 2019. Artista residente durante el curso 2020-2021 en el Studio Museum de Harlem y becaria en artes visuales en 2021/2022 en The Fine Arts Work Center.

## Reconocimientos
Cadet ha expuesto internacionalmente en varias ocasiones. Sus obras se encuentran en numerosas colecciones públicas y privadas. Fue ganadora del premio Snider de Fotografía Contemporánea en 2020. Seleccionada dentro del festival fotográfico PhotoEspaña de 2024, ha expuesto su trabajo en la Casa de América, en Madrid, con el nombre de Take this with you (Lleva esto contigo) en la que se muestran fotos familiares propias, combinadas con recuerdos de su país natal del que salió con tan solo 10 años de edad y al que no ha podido volver. 